# Тошіката Мідзуно
Мідзуно Тошіката (水野年方, 6 березня 1866 — 7 квітня 1908) — японський ксилограф та художник.
Народився та жив у Токіо. Справжнє ім'я — Мідзуно Кумеджіро. Коли йому було п'ятнадцять, батько відправив Мідзуно навчатися до Цукіоки Йошітоші. Також він був підмайстром у художника з розпису кераміки і вчився традиційному японському живопису у Шібата Хошю та Ватанабе Шьотей.
Наприкінці дев'ятнадцятого століття для японських друкарів настали складні часи. Цікавість до традиційних мистецтв та ремесел помітно згасла серед населення Японії на фоні інтересу до західної культури. Можливості для ксилографів обмежувалися ілюстраціями для газет та кучі-е (фронтиспісами книг). Тому Мідзуно був змушений працювати у багатьох різних жанрах. Найвідомішими його роботами є картини на військову тематику (сенсо-е), портрети красивих жінок (біджін-ґа) та сцени з жінками та дітьми. Його роботи видавали Сато Шьотаро та Акіяма Буемон.
У 1887 році Мідзуно пощастило отримати позицію ілюстратора в газеті Yamato shimbun, яку раніше займав його вчитель Йошітоші. Це дало йому стабільний дохід.
Мідзуно був вчителем Кабураґі Кійоката, Ікеда Шьоен та Ікеда Теруката.